# Presa di Bugia
La presa di Bugia (più propriamente presa di Béjaïa) fu un evento bellico del 1555 quando il reggente ottomano di Algeri, Salah Rais, catturò la città di Béjaïa agli spagnoli. Il presidio spagnolo era composto dalla fortificazione di Bougie, occupata da circa 100 uomini al comando di Luis Peralta, e poi di suo figlio Alonso Peralta. La città venne catturata da Salah Rais dalla sua base di Algeri, alla testa di migliaia di uomini e di una piccola flotta composta da 2 fgalee, una barca e da una saëte francese requisita ad Algeri. Peralta aveva inviato un messaggio con richieste d'aiuto alla Spagnaed Andrea Doria si era preparato con la sua flotta a salpare da Napoli, ma giunse sul posto troppo tardi per poter dare una svolta decisiva al conflitto.
Le forze spagnole vennero sconfitte, ma Alonso Peralta ottenne di poter lasciare il suo posto senza danni con 40 uomini a sua scelta. Il suo ritorno in Spagna venne severamente criticato ed il 4 maggio 1556 venne decapitato a Valladolid.
La presa di Bugia permise agli ottomani di accerchiare la posizione degli spagnoli a Goletta e del loro alleato Ahmad Sultan a Tunisi, con forti basi ora a Béjaïa ed a Tripoli.